# Subjuntiu
El subjuntiu és un mode verbal dels modes irreals epistèmics, és a dir, que es refereix a aquelles afirmacions que podrien esdevenir-se però que encara no tenen lloc (i podrien no passar pas). El seu nom fa referència al fet que sol aparèixer en una oració subordinada, i depèn d'una altra proposició expressada en indicatiu. Pot adoptar formes concretes, com en les llengües romàniques, o deduir-se de la construcció gramatical malgrat que presenti un aspecte idèntic a altres modes, com en la major part de les llengües germàniques.
El català inclou quatre temps del subjuntiu: present, imperfet, perfet i plusquamperfet, que es formen amb arrels derivades del llatí i que al seu torn són una síntesi de dos modes del protoindoeuropeu: el subjuntiu i l'optatiu.